# Shannon Wilcox
Mary Kay Wilcox (Ohio, 21 de mayo de 1943-Los Ángeles, 2 de septiembre de 2023), conocida artísticamente como Shannon Wilcox, fue una actriz y productora estadounidense, destacada por su participación en películas como Seven (1995), Runaway Bride (1999) y Raising Helen (2004), entre otras.

## Biografía
Mary Kay Wilcox nació el 21 de mayo de 1943 en Ohio, y se crio en una granja de Indiana. Completó sus estudios en Boulder para luego viajar a París con el afán de convertirse en bailarina. Más tarde fijó residencia en Los Ángeles donde comenzó su carrera actoral.
Desde 1965 hasta su divorcio en 1984, fue esposa del cirujano plástico John Williams. Más tarde contraería matrimonio con el actor Alex Rocco, desde 2005 hasta su muerte en 2015.
Fue madre del escritor y productor Sean Doyle, y de la actriz y directora Kelli Williams, junto a quien protagonizó en 1984 el filme A Boyfriend for Christmas.
Wilcox falleció el 2 de septiembre de 2023 en Los Ángeles, a los 80 años.

## Carrera artística
Shannon Wilcox hizo su debut en la serie de televisión Starsky y Hutch en 1976. Luego se integraría al elenco de otras producciones televisivas tales como Kaz, Hawaii Five-0, Family y Hart to Hart. En 1981, fue invitada por Sydney Pollack para integrarse a un grupo inaugural de actores y cineastas a fin de capacitarse en el Instituto Sundance.
Trabajó además en episodios de Remington Steele, Cagney & Lacey, Magnum, P.I., NCIS: Los Angeles y Grey's Anatomy.
Sus trabajos en cine la llevaron a compartir escenas junto a figuras de la talla del músico Willie Nelson en la producción Songwriter (1984), como así también junto a Dudley Moore en Six Weeks (1982) y a Al Pacino en Frankie and Johnny (1991).
Trabajó además en otras películas notables tales como The Karate Kid (1984), La frontera (1982), Peligrosamente juntos (1986) y For the Boys (1991).

## Filmografía

### Series
- Sirota's Court (1977)
- Starsky y Hutch (1976-1977)
- Dog and Cat (1977)
- Hawaii Five-0 (1978)
- Kaz (1978)
- Family (1979)
- Hart to Hart (1979)
- Mrs. Columbo (1979)
- Cagney & Lacey (1984)
- Crazy Like a Fox (1985)
- Magnum, P.I. (1985)
- Remington Steele (1982-1986)
- Tales from the Darkside (1987)
- Buck James (1987-1988)
- Alien Nation (1989)
- 1st & Ten (1989)
- Jake y el Gordo (1990)
- Over My Dead Body (1990)
- Dallas (1990)
- The Fanelli Boys (1991)
- Civil Wars (1992)
- In the Heat of the Night (1993)
- Angel Falls (1993)
- Matlock (1986-1993)
- L.A. Law (1986-1994)
- Beyond Belief: Fact or Fiction (1997)
- Rescue 77 (1999)
- Boston Public (2002)
- ER (2004)
- NCIS: Naval Criminal Investigative Service (2011)
- NCIS: Los Ángeles (2016)
- The Romanoffs (2018)
- The Resident (2019)
- Truth Be Told (2019)
- Grey's Anatomy (2020)
- Trailerville USA (2020)
- Smartphone Theatre (2021)

### Películas de TV
- Thou Shalt Not Commit Adultery (1978)
- Mysterious Two (1982)
- When Your Lover Leaves (1983)
- Triplecross (1986)
- Dangerous Passion (1990)
- 83 Hours 'Til Dawn (1990)
- The Set Up (1995)
- A Boyfriend for Christmas (2004)

### Largometrajes
- Cheaper to Keep Her (1980)
- La frontera (1982)
- Six Weeks (1982)
- The Karate Kid (1984)
- Songwriter (1984)
- Hollywood Harry (1985)
- Peligrosamente juntos (1986)
- Zapped Again! (Video, 1990)
- Frankie and Johnny (1991)
- For the Boys (1991)
- There Goes My Baby (1994)
- Criminal Passion (1994)
- Exit to Eden (1994)
- Seven (1995)
- Dear God (1996)
- The Other Sister (1999)
- Runaway Bride (1999)
- The Annihilation of Fish (1999)
- The Princess Diaries (2001)
- Raising Helen (2004)
- The Princess Diaries 2: Royal Engagement (2004)
- Crazylove (2005)
- A Year and a Day (2005)
- Ready or Not (2009)
- Scammerhead (2014)
- The Atticus Institute (2015)
- The Neighborhood (2017)

### Cortometrajes
- Restive Planet (2004)
- The Box (2009)
- Frankie (2018)
- Still Here (2019)

### Producción
- Ready or Not (2009)